# ینگهه هاتم
یِنگهه هاتَم یا یِنگهه هاتام (اوستایی: 𐬫𐬈𐬣𐬵𐬉 𐬵𐬁𐬙𐬅𐬨) سومین نیایش یا نماز کوتاه زرتشتیان است که از دید اهمیت پس از دو نیایش یَتا اَهو و اَشِم وُهو جای دارد. نام دیگر این نیایش «یَسنو کِرِتی» می‌باشد. این نیایش در یسنا، هات ۲۷، بند ۱۵ جای دارد. ترجمهٔ آن این چنین است:
𐬀𐬵𐬎𐬥𐬆𐬨. 𐬬𐬀𐬌𐬭𐬍𐬨. 𐬫𐬀𐬰𐬀𐬨𐬀𐬌𐬛𐬈. 𐬼
𐬀𐬴𐬆𐬨. 𐬬𐬀𐬵𐬌𐬱𐬙𐬆𐬨. 𐬯𐬭𐬀𐬉𐬱𐬙𐬆𐬨. 𐬀𐬨𐬆𐬴𐬆𐬨. 𐬯𐬞𐬆𐬧𐬙𐬆𐬨. 𐬫𐬀𐬰𐬀𐬨𐬀𐬌𐬛𐬈. 𐬿
𐬫𐬈𐬣𐬵𐬉. 𐬵𐬁𐬙𐬅𐬨. 𐬁𐬀𐬝. 𐬫𐬈𐬯𐬥𐬉. 𐬞𐬀𐬌𐬙𐬍. 𐬬𐬀𐬢𐬵𐬋. 𐬨𐬀𐬰𐬛𐬃. 𐬀𐬵𐬎𐬭𐬋. 𐬬𐬀𐬉𐬚𐬁. 𐬀𐬴𐬁𐬝. 𐬵𐬀𐬗𐬁.
𐬫𐬃𐬢𐬵𐬅𐬨𐬗𐬁. 𐬙𐬅𐬯𐬗𐬁. 𐬙𐬃𐬯𐬗𐬁. 𐬫𐬀𐬰𐬀𐬨𐬀𐬌𐬛𐬈. 𐬿

مَزدا اَهوره کسانی را که در پرتو اَشَه بهترین پرستش‌ها را به جای می‌آورند، می‌شناسد. من نیز چنین کسانی را که بوده‌اند و هستند، به نام می‌ستایم و با درود [بدانان] نزدیک می‌شوم.